# Alice e outras mulheres
Alice e outras mulheres é uma coletânea dos melhores contos da premiada escritora portuguesa Teolinda Gersão, publicado no Brasil pela editora Oficina Raquel em 2020.
Previsto para ser lançado fisicamente nesse ano durante o Festival Literário Internacional de Poços de Caldas (Flipoços), devido à pandemia, o lançamento e a comemoração no Brasil dos 40 anos de carreira literária da escritora tiveram de ser feitos de forma virtual. A turnê promocional da autora por Poços de Caldas, São Paulo, Salvador e Rio de Janeiro foi adiada para o ano de 2021. Nascida em Coimbra, Portugal, a autora viveu dois anos em São Paulo e também em Moçambique, cenário de seu romance A Árvore das Palavras (1997), já publicado no Brasil.

## Conteúdo
O livro é composto de 18 contos e está dividido em três seções. A primeira seção intitula-se "Velhas maneiras" e contém sete contos. A segunda denomina-se "Maneiras de hoje" e inclui quatro contos. A terceira e última seção chama-se "Formas em trânsito" e possui  sete contos. Os títulos das seções já introduzem o leitor ao tema central do livro, numa espécie de foreshadowing, uma preparação ou antecipação do que está por vir. Inclui ainda a apresentação, intitulada "Alice e o wicked problem", escrita por Nilma Lacerda, que selecionou e organizou os contos. Lacerda afirma que o feminino é o eixo central da coletânea, através de seus wicked problems [problemas malvados, perversos], que ela define como "problemas complexos", "questões carregadas de elementos contraditórios, desafiantes às maneiras habituais de pensar". Enfatizando o feminino como um problema complexo que se torna um enigma a ser controlado nas e pelas culturas patriarcais, que sempre o atrelam à condição de inferioridade e silenciam a sua expressão, a organizadora do livro ressalta o tema que perpassa todos os contos do livro. Dessa forma, Teolinda permite a disseminação de vozes liberadas, reprimidas ou silenciadas de mulheres e homens que subestimam a identidade feminina.

O título de um dos contos “Big Brother Isn’t Watching You” (originalmente presente no livro Histórias de ver e andar) faz uma referência explícita ao conhecido personagem Big Brother (Grande Irmão) do romance 1984, do escritor britânico George Orwell. A autora transforma em negativa a famosa frase do romance ("Big Brother is watching you" ["O Grande Irmão está lhe observando"]) desconstruindo a ideia de que todos podem ascender ao estrelato midiático.  Neste conto, a autora tece críticas aos valores consumistas criados e impostos pela mídia através da influência que ela exerce sobre a vida das pessoas, principalmente sobre as mulheres que a tudo sacrificam em prol de uma imagem pública. Em um desejo de atingir a fama midiática e aparecer em todos os seus veículos, após inúmeras tentativas sem sucesso, um grupo de garotas decide matar uma colega simplesmente para virar notícia, como ilustra este trecho:
“Mas podiam vir, estávamos preparadas. Tínhamos emagrecido, comprado roupa nova, mudado a cor do baton e escolhido outra sombra para os olhos, que não nos íamos esquecer de abrir o mais possível, debaixo da luz dos flashes.

E então foi tudo como tínhamos pensado: de repente eles aí estavam, carros, altifalantes, luzes, locutores, fotógrafos, páginas de jornais com grandes letras: Adolescentes Matam Colega. Malefício dos Mídia. Juventude à Deriva. Ausência de Valores. Falência da Escola. Onde estavam os Pais?”
Embora apresente textos já lançados anteriormente ao longo dos 40 anos da trajetória literária da autora, o livro, que mantém a grafia original portuguesa, é inédito para o público brasileiro. Enquanto no romance A cidade de Ulisses (também publicado no Brasil pela mesma editora) a autora revisita o clássico poema épico de Homero e o mito de Ulisses (também imortalizado no poema de Fernando Pessoa), reescrevendo-o e reinscrevendo sua história na cidade de Lisboa, neste livro quem é convidada a ilustrar o ambiente fictício é outra personagem famosa, dessa vez uma personagem feminina, a Alice, de Lewis Carroll. 

No último conto da antologia, "Alice in Thunderland" ["Alice no país dos trovões"], Teolinda faz um trocadilho jocoso (jogo que reflete uma das características da obra parodiada) com o título original de Carroll, Alice in Wonderland (Alice no país das maravilhas), transformando "maravilhas" em "trovoadas".  Ao revisitar e se apropriar da personagem Alice, Teolinda atualiza a sua versão da história a partir do ponto de vista da própria personagem. Alice abandona sua condição de personagem para se transformar na autora e narradora da sua própria história, na qual o autor passa a ser um personagem pedófilo: 
"Aqui sentada à sombra das árvores, tomei essa decisão: ultrapassar o livro que ocupou o meu lugar e o meu espaço, e esteve sempre lá, em vez de mim. Voltarei portanto atrás e terei voz, sem medo de ser comentada no tribunal do tempo. Vou repor a verdade e contar eu mesma a história, tal como agora a contei, em pensamento."
Como afirma a resenha do livro no site O beijo, "Por trás da escolha dos contos que compõem a seleta está o objetivo de mostrar todo o poder do feminino, ainda que muitas vezes silenciado e, neste sentido, nada melhor do que uma das mais célebres personagens da nossa literatura e imaginário para nomear esta recolha."
Este livro demonstra a singularidade magistral da autora no uso inusitado da língua, no tratamento cuidadoso do aspecto humano em seus personagens e na sutileza de seu estilo sempre inovador. 

## Títulos dos contos e das seções
Velhas maneiras
- As laranjas
- Uma orelha
- Bilhete de avião para o Brasil
- A mulher que prendeu a chuva
- Se por acaso ouvires esta mensagem
- O meu semelhante
- A mulher cabra e a mulher peixe

Maneiras de hoje
- A dedicatória
- Quatro crianças, dois cães e pássaros
- Big Brother isn't watching you
- Pranto e riso da noiva assassina

Formas em trânsito
- O mensageiro
- A velha
- Um casaco de raposa vermelha
- Vizinhas
- História mal contada
- A terceira mão
- Alice in Thunderland